# IC 148
IC 148 ist eine irreguläre Galaxie vom Hubble-Typ Irr im Sternbild Fische auf der Ekliptik. Sie ist schätzungsweise 38 Millionen Lichtjahre von der Milchstraße entfernt und hat einen Durchmesser von etwa 35.000 Lj.
Im selben Himmelsareal befindet sich u. a. die Galaxie NGC 660.
Das Objekt wurde am 30. September 1890 von US-amerikanischen Astronomen Lewis Swift entdeckt.